# Велика школа Ивана Југовића
Велика школа Ивана Југовића је била први заметак високе наставе у Србији. Југовићева Велика школа је основана 1808. године у Београду и била је школа посебног карактера.

## Наставни програм
У свом наставном плану она је садржала како елементе средње школе (прве две године), тако и елементе високошколске наставе (трећа година). У прве две године учили су се средњошколски предмети (историја, географија, рачуница, стилистика, немачки језик), а у трећој универзитетски предмети (државно право, кривично право и међународно право). Због свега тога, Велика школа је имала мало формалних сличности са осталим типовима школа како тадашњег, тако и садашњег времена. Њен узор је очито био у угарским краљевским академијама тога времена, на којима су више образовање стицали државни чиновници.
Професори Велике школе били су Доситеј Обрадовић, Иван Југовић, Сима Милутиновић Сарајлија, Миљко Радоњић (негде се наводи као Миљко Радонић), Лазар Војновић и други.
Међу ученицима су били Вук Караџић, Алекса Карађорђевић, Јеврем Ненадовић, Лазар Арсенијевић Баталака, Сима Ненадовић, Ђорђе Протић, Милосав Здравковић.

## Настанак
За разумевање њене природе најважније је разумети разлоге због којих је она уопште и била формирана. После привремене победе устаника, требало је учврстити освојену политичку власт. Требало је организовати државу, а то се није могло без развијеног државног апарата. За руковођење државом били су потребни не само писмени, већ и стручни и правно образовани људи. Требало је у што краћем року доћи до кадра који би у датим околностима могао да руководи и највишим државним пословима и који би за то имао одговарајуће образовање. Тај задатак је требало да обави Велика школа. Зато је она, и поред формалних одступања од класичних школских форми, стварно вршила функцију највише школске установе и давала најобразованији кадар. Поред тога, у наставном плану Велике школе постојали су предмети који су се изучавали једино на универзитетима. Због тога она садржински представља заметак високошколске наставе у Србији.
И формално, ова школа је имала високошколски карактер. Ни на универзитетима средњег века као услов се није постављало претходно образовање, а самим тим ни узраст ученика. Даље, наставни план свих универзитета у настанку је садржао и средњошколске предмете, тако да и са те стране може да се каже да формални приговори нису одрживи. Ниво наставе је, такође, био висок. Наставници су били најобразованији Срби тог доба.
Практичне потребе, које су довеле до оснивања ове школе, одредиле су и њен карактер. Иако је имала елементе и једног и другог, Велика школа није била ни средња (гимназија), ни висока (универзитет), већ је то била својеврсна стручна школа оријентисана на образовање чиновника и јавних службеника. Југовићу је као узор послужила краљевска академија у Мађарској.

## Карактеристике Велике школе
- Школа је свечано отворена 31. августа 1808. године, а настава је почела следећег дана.
- Настава је била разредна, што значи да је један наставник у свом разреду држао наставу из свих предмета.
- Уџбеника није било, па су ђаци учили из бележака са предавања.
- Упис у школу је био условљен само знањем писања, читања и рачунања.
- Међу првим ученицима били су синови и сродници истакнутих старешина (Карађорђа, Младена Миловановића, Миленка Стојковића, Васе Чарапића и Јакова Ненадовића), али није било дискриминације ни према осталим ђацима.
- Кроз велику школу је прошло око 40 ученика током целокупног њеног рада.
- Зграда школе постоји и данас (у њој је смештен Вуков и Доситејев музеј).
- Ова школа је први заметак више наставе у Србији.

## Нестанак
Војним поразом 1813. године нестала је и Југовићева Велика школа. Прекид њеног развоја је трајао четврт века. Висока настава у Србији је настављена тек 1838. године формирањем Лицеја, па Велике школе 1863. и Универзитета 1905. године. Ова школа није претеча универзитета у смислу развоја те установе (због прекида деловања), али је у наставном смислу свакако претходник највише научне и наставне установе код нас.